# Брайт, Поппи Зэд
Поппи З. Брайт (англ. Poppy Z. Brite, имя при рождении — Мелисса Энн Брайт, англ. Melissa Ann Brite; 25 мая 1967 года, Новый Орлеан США) — американский писатель, создающий произведения преимущественно в стиле сплаттерпанка. Он является транс-мужчиной и предпочитает в обращении к себе мужские местоимения. Одной из особенностей произведений Брайта является наличие большого количества гомосексуальных персонажей в его романах и большей части рассказов.

## Биография
Его родители родом из Кентукки. Отец — профессор экономики университета в Новом Орлеане. Когда Поппи было 6 лет, его родители расстались. Он переехал с матерью в Северную Каролину, но часто приезжал к отцу. В Северной Каролине он прожил до 1993 г., после чего вернулся в родной город. Во время урагана Катрина  в 2005 году Билли сначала решил остаться дома, но в конце концов он был вынужден переехать и поселиться в 80 милях (130 км) от дома своей матери в Миссисипи. В октябре 2005 года он стал одним из первых 70 000 новых Орлеанцев, начавших заселение города.
В августе 2010 Поппи начал процесс по коррекции пола с женского на мужской и с 9 мая 2011 носит имя Билли Мартин (Billy Martin)

### Личная жизнь
В июле 1989 года, будучи в городе Атенс, штат Джорджия, он посетил клуб «40 Watt», чтобы увидеть выступление группы Government Cheese, где встретил экстравагантного шеф-повара, который неистово танцевал сняв рубашку, и попытался склонить Поппи также раздеться. Мужчина произвёл на него столь сильное впечатление, что он влюбился в него, а затем вышел замуж. Его мужа зовут Кристофер ДеБарр (Chris DeBarr). В 2011 году они расстались, и нынешним партнёром Мартина является Грей Кросс (Grey Cross) — Новоорлеанский художник и фотограф.

## Творчество
С начала своей карьеры Поппи Брайт был более всего известен как писатель готических романов, ужасов и коротких рассказов. Его лучшие произведения включают: «Потерянные Души» («Lost Souls», 1992), «Рисунки на крови» («Drawing Blood», 1993), переиздававшиеся четыре раза два года подряд, «Изысканный труп» («Exquisite Corpse», 1996).
В 1996 году к Поппи обратилась вдова Курта Кобейна — Кортни Лав, и попросила написать её биографию. В это время вокруг Кортни была поднята большая шумиха, её связывали со внезапной смертью Кобейна, поэтому Кортни Лав требовался человек, который смог бы непредвзято рассказать её историю. Кортни Лав читала «Потерянные души» и решила, что лучше всего с этим справится Поппи Брайт. В результате писатель получил доступ к уникальным письмам, фотографиям, статьям из периодической печати и другим материалам. Итогом этой работы явился биографический труд «Courtney Love: The Real Story» («Кортни Лав: Реальная история»), который был издан в 1997 году, издательствами «Simon & Schuster» и «Orion».
Затем к нему обратилась представитель агентства «Harper Prism», специализирующегося на изданиях книг в жанре хоррор. Агент сообщил, что они издают серию романов на тему культового комикса «The Crow». В итоге Поппи написал роман, находящийся в общей стилистике цикла — о возвращении умершего в мир живых для исполнения мести и восстановления справедливости: «The Crow: The Lazarus Heart»
В конце 1990-х, начале 2000-х Брайт перешёл от беллетристики ужаса к тёмному набору комедий в новоорлеанском мире ресторанов — «Liquor» (2004), «Prime» (2005), «Soul Kitchen» (2006). Он все ещё пишет короткие части документальной литературы и статьи для журнала «Chile Pepper Magazine».

## Ураган «Катрина»
Во время урагана «Катрина» в 2005 г. Поппи Брайт принял решение остаться в городе. Но в конечном итоге он переехал на расстояние 80 миль, к дому его матери в Миссисипи. Он использовал свой блог, чтобы держать фанатов в курсе всего происходящего, включая неизвестное состояние своего дома и многих домашних животных, а в октябре 2005 г. стал одним из первых 70.000 нью-орлеанцев, которые вернулись обратно, чтобы повторно заселить город. В следующие месяцы Поппи Брайт откровенно критиковал людей, которые уехали из Нового Орлеана навсегда. Он цитировал в «New York Times» и многих других изданиях своё отношение к этому: «Если вы когда-нибудь были настолько удачливы, чтобы принадлежать чему-то, если место принимает вас и вы принимаете это место, вы не покинете его только потому, что оно может убить вас. Есть вещи более ценные, чем жизнь.»

## Произведения

### Романы, новеллы
- Потерянные Души (англ. «Lost Souls») (1992)
- Рисунки на крови (англ. «Drawing Blood») (1993)
- Изысканный труп (англ. «Exquisite Corpse») (1996)
- Ворон: Сердце Лазаря (англ. «The Crow: The Lazarus Heart») (1998)
- Пластиковый Иисус (англ. «Plastic Jesus») (novella — 2000)
- Значение Х (англ. «The Value of X») (2002)
- Ликёр (англ. «Liquor») (2004)
- Триады (англ. «Triads») (with Christa Faust — 2004)
- Прайм (англ. «Prime») (2005)
- Кухня Души (англ. «Soul Kitchen») (2006)
- D*U*C*K (новелла), (2007)

### Сборники рассказов
- «Wormwood» (1993)
- «Are You Loathsome Tonight?» (1998)
- «Wrong Things» (2001)
- «The Devil You Know» (2003)
- «Antediluvian Tales» (2007)

### Рассказы
- «R.I.P.» (1998)
- «The Seed of Lost Souls» (1999)
- «Stay Awake» (2000)
- «Lantern Marsh» (2000)
- «Would You?» (2000)
- «Pansu» (2001)
- «Con Party at Hotel California» (2002)
- «The Feast of St. Rosalie» (2003)
- «Used Stories» (2004)
- «Crown of Thorns» (2005)
- «Liquor for Christmas» (2007)
- «The H.O.G. Syndrome» (первый рассказ, написанный в 12 лет), (2007)

### Документальная литература
- «Courtney Love: The Real Story» (биография), (1997)
- «Guilty But Insane» (эссе), (2001)

### Антологии (в качестве редактора)
- «Love in Vein»
- «Twice Bitten» («Love in Vein II»)

### Беллетристика, не вошедшая в издания
- «The Freaks» (2002)
- «Fuck It, We’re Going To Jamaica!»
- «The Curious Case of Miss Violet Stone, 1894» (2003)
- «Wandering the Borderlands» (2006)